# Paignton
Paignton è una città della contea del Devon, in Inghilterra, fa parte di Torbay insieme ad Torquay e Brixham. A Paignton c'è uno zoo e il parco acquatico più grande dell'Inghilterra. Nella città c'era una scuola di lingue. Secondo l'ultimo censimento del 2011, Paignton ha 49 021 abitanti.